# كالتشيو فيورنتينو
كالتشيو فيورنتينو هو شكل مبكر من كرة القدم نشأ في إيطاليا في القرن السادس عشر. ساحة سانتا كروتش في فلورنسا هي مهد هذه الرياضة والتي أصبحت تعرف باسم جيوكو ديل كالتشيو فيورنتينو («لعبة الركل الفلورنتية») أو ببساطة كالتشيو («ركلة»).
تم نشر القواعد الرسمية الأولى عام 1580 من جيوفاني دي "بردي، العد فلورنسا. كما الروماني القيثارة البكم، وتألفت من 27 فرق لاعب، واستخدمت كلا القدمين واليدين. ويمكن إجراء أهداف عن طريق رمي الكرة من فوق مكان معين على حافة الملعب. يتألف مجلس كومة كبيرة من الرمال، وذلك بهدف كل صفحة. هناك الحكم الرئيسي، وستة مساعدين و 'بطل الميدان ". كل مباراة يستمر لمدة 50 دقيقة، حيث الفريق الفائز هم الذين يحصلون على أكبر عدد من النقاط أو "cacce.
في الأصل، كالتشيو في المقام الأول لالأرستقراطيين الأثرياء، الذي لعب كل ليلة بين عيد الغطاس وعيد الفصح الصوم الكبير. حتى الباباوات كما كليمنت السابع، ليو الحادي عشر واوربان الثامن يجب أن يكون قد شارك في المباراة.
لأنها لم يلعب لأكثر من 200 سنة، عندما في عام 1930 بدأت مرة أخرى للعب مباريات المنظمة. اليوم، لعبت ثلاث مباريات في كل عام في ساحة سانتا كروتش، الأسبوع الثالث من يونيو حزيران. محظور اللكمات والركلات في الرأس الآن.

## فريق
Santacroce / المنتخب الإيطالي (البلوز)
سانتا ماريا نوفيلا / روسي (ريدز)
سانتو سبيريتو / بيانكي (البيض)
سان جيوفاني / فيردي (الخضر)